# پاهالا گانگاما
پاهالا گانگاما (به لاتین: Pahala Ganegama) یک منطقهٔ مسکونی در سری‌لانکا است که در استان جنوبی (سری‌لانکا) واقع شده‌است.